# 화순 대리 석불입상
화순 대리 석불입상(和順 大里 石佛立像)은 대한민국 전라남도 화순군 화순읍 대리에 있는 석불입상이다. 2004년 2월 13일 전라남도의 문화재자료 제243호로 지정되었다.

## 개요
이 석불은 돌기둥에 가까운 자연석을 사각형으로 대충 다듬은 뒤 앞쪽에 얼굴부분만 돋을새김을 하고 나머지 턱 밑으로 내려온 동체부분은 선각으로 처리하였다. 주변의 지형을 살펴보면 절터로 추정할 만한 건물지 또는 이와 유사한 유구를 발견할 수 없다. 다만 동쪽으로 약 500m 떨어진 평지에 이 고장 출신인 진각국사(송광사 16국사중 제2세) 탄생설화와 관련된 학서정이 있다.
석불의 상호는 사각형에 가까우며 육계는 나타나지 않았고 삼도(三道)도 없다. 예리한 눈썹과 눈, 장승에서나 볼 수 있는 넓적한 코, 입은 호형을 그린 일자형을 하고 있다. 턱과 목이 구분되지 않고, 또 목부분이 바로 어깨로 연결되는데 이러한 기법은 조선시대 후기 석장승에서 흔히 볼 수 있는 양식이다.
옷 주름은 매우 형식화되었으며 오른손은 가슴 앞에 대고 왼손은 배 아래로 내려 연꽃을 들고 있다. 이 석불의 도상적 특징을 보면 보살상이다. 두 손에 연꽃을 들고 있는 모습으로 보아 관세음보살로 볼 수도 있겠으나 보관이 없어 분명치 않다. 머리 윗부분에 육계를 생략하고 민머리로 처리한 것을 보면 지장보살일 가능성도 있다.
그리고 이 석불이 위치한 장소가 옛날 보성과 화순을 지나는 길목으로 통행인이 빈번한 곳으로서 사찰에서만 볼 수 있는 불상을 길거리에서도 쉽게 대함으로써 개인의 기복과 동리의 안녕을 비는 불상 즉, 민불(民佛)로 불린다는 데 의의가 있다. 이는 조선시대 후기 불교와 민간신앙이 습합된 예라 할 것이다.
화순 대리 석불입상은 민간신앙과 관련된 조선후기(18∼19세기) 석불로서 불교문화와 신앙, 민간신앙과의 습합 등의 측면에서 볼 때 학술적·역사적 가치가 있다.

## 참고 자료
- 화순대리석불입상 - 국가유산청 국가유산포털